# البرت ليبير
البرت هـ. ليبير (1876 - 1949 م) هو مستشرق أمريكي.
من آثاره: «الحكومة العثمانية في عهد سليمان القانوني» (كمبريدج، 1912 م).